# Temps nouveaux
Pour les articles homonymes, voir Les Temps nouveaux.

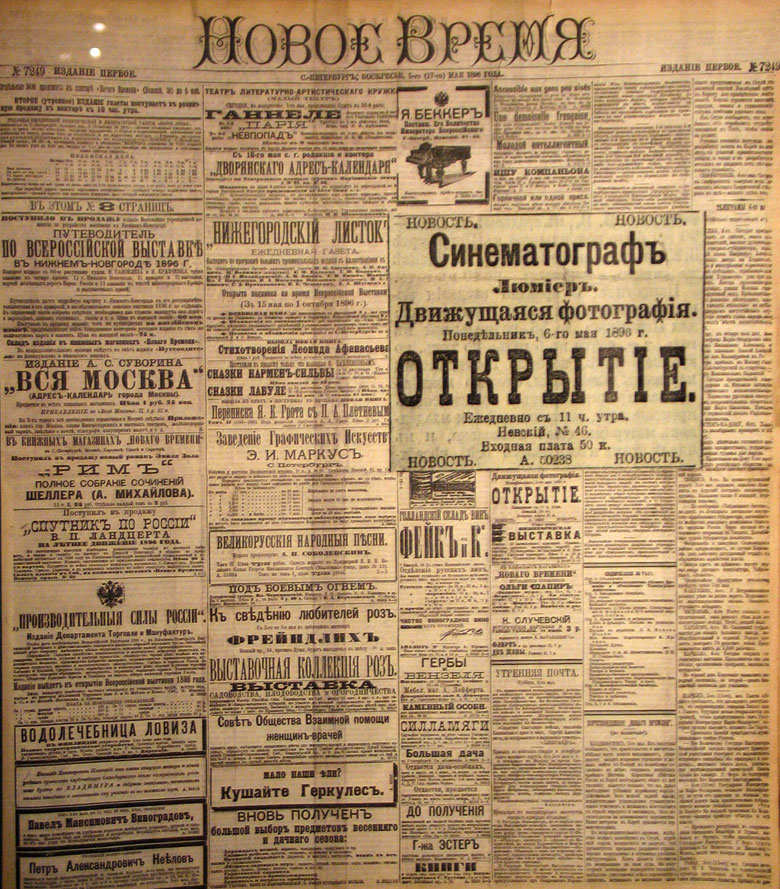
Numéro du 5 mai 1886.

Temps nouveaux (Новое время) est un journal russe dans lequel Anton Tchekhov a publié des nouvelles entre 1887 et 1890.
Le journal a été fondé en 1868, puis a été racheté en 1876 par Alexeï Souvorine (1834-1912) et Vladimir Likhatchev (ru) (1837-1906). À l'occasion de la guerre russo-turque, il s'oriente vers une attitude slavophile.
Il y avait une édition pour les capitales et une pour les provinces. 